# Maldekstra
Maldekstra (Eigenschreibweise: maldekstra, Untertitel: Globale Perspektiven von links: Das Auslandsjournal) ist eine Zeitschrift für Auslandsberichterstattung der Rosa-Luxemburg-Stiftung; sie erscheint vier Mal im Jahr mit etwa 24 Seiten. Sie kann auf deren Website bezogen werden und erscheint zudem regelmäßig als Supplement zu den Zeitungen Der Freitag und Neues Deutschland. Herausgeber ist die Common Verlagsgenossenschaft e.G.

## Geschichte
Die erste Ausgabe erschien im Oktober 2018. Seither erscheint Maldekstra kostenfrei und finanziert sich aus Mitteln des Bundesministerium für wirtschaftliche Zusammenarbeit und Entwicklung. Die Auflage betrug 2019 mehr als 60.000 Exemplare. Redaktionell verantwortlich ist Kathrin Gerlof.

## Ausrichtung
Maldekstra widmet sich globalen Themen aus Wirtschaft, Kultur und Politik und will diese aus einer „linken weltgesellschaftlichen Perspektive“ beleuchten. Ziel ist es, globale Disparitäten als auch das „Gemeinsame internationaler Entwicklungen“ herauszustellen und Lösungen anzubieten, um den Verwerfungen der Globalisierung entgegenzusteuern. In diesem Zusammenhang werden auch Akteure der Auslandsbüros der Rosa-Luxemburg-Stiftung sowie deren Partner vorgestellt.

## Namensherkunft
In der internationalen Plansprache Esperanto steht „maldekstra“ für „links“.